# Белослава Болгарская
Белослава Асенина (XIII век — XIII век) — болгарская княжна, королева Сербии в 1234—1243 годах как супруга короля Стефана Владислава I.

## Биография
Белослава была дочерью царя Болгарии Ивана Асеня II из и его первой жены Анны (религиозное имя Анисия), упомянутой в Синодике Болгарской Церкви. У пары была ещё одна дочь — Мария — которая вышла замуж за Мануила Эпирского. Возможно, что Белослава и её сестра Мария были незаконнорождёнными детьми Ивана Асена, потому что его первый брак с Анной не был признан Болгарской православной церковью. Никаких сомнений по поводу благородного происхождения его дочерей не было, поэтому обе были выданы замуж за мужчин королевских кровей.
После битвы при Клокотнице Болгария стала главенствовать на Балканах, а Белослава вышла замуж за сербского принца Стефана Владислава. Брак был организован его дядей Растко Неманичем, чтобы обеспечить хорошие отношения между королевством Сербия и Болгарской империей.
В 1234 году государственный переворот в Сербии с помощью болгар сверг короля Стефана Радослава, зятя и протеже деспота Феодора Эпирского; на трон взошёл Стефан Владислав, который был его сводным братом. Так Белослава стала новой королевой Сербии. У супругов было трое детей:
- Стефан (ум. до 1281 в Эсфигмену).
- Деза (упоминается в источниках, датированных между 1281 и 1285 годами).
- дочь (имя не сохранилось), выданная за Джуру Качича, князя Омиша.

Болгарское влияние в Сербии прекратилось после смерти царя Ивана Асеня II во время нашествия татар. В 1243 году Стефан Владислав был свергнут своим младшим братом Стефаном Урошем I, и Белослава бежала в Рагузу. Новый сербский король настоял на том, чтобы её держали под строгим надзором, и в ответ получил письменную клятву о том, что Белославе не разрешат вернуться в Сербию.
Вскоре конфликт между Стефаном Владиславом I и Стефаном Урошем I был разрешён. После переговоров Владислав отказался от короны, а Урош позволил ему править Зетой как губернатор, сохраняя при этом титул короля. Вскоре Белослава воссоединилась с мужем, также сохранив титул королевы.